# Pierre Moscovici
Pierre Moscovici (; n. 16 septembrie 1957, Paris, Île-de-France, Franța) este un om politic francez, membru al Parlamentului European în perioada 2004-2009 din partea Franței.
A fost raportor al legislativului de la Strasbourg pentru România. Este fiul psihologului social româno-francez Serge Moscovici. 